# Сёжи (Валь-д’Уаз)
Сёжи (фр. Seugy) — муниципалитет во Франции, в регионе Иль-де-Франс, департамент Валь-д'Уаз. Население — 1049 человек (2006). Муниципалитет расположен на расстоянии около 30 км севернее Парижа, 27 км восточнее Сержи.

## Демография
Динамика населения (Cassini и INSEE):